# National Rugby League 2001
La National Rugby League de 2001 fue la 94.ª edición del torneo de rugby league más importante de Australia y Nueva Zelanda.

## Formato
Los clubes se enfrentaron en una fase regular de todos contra todos, los ocho equipos mejor ubicados al terminar esta fase clasificaron a la postemporada.
Se otorgaron 2 puntos por el triunfo, 1 por el empate y ninguno por la derrota.

## Desarrollo

### Tabla de posiciones
| Pos. | Equipo                        | Encuentros | Encuentros | Encuentros | Encuentros | Tantos | Tantos | Tantos | Puntos |
| Pos. | Equipo                        | PJ         | PG         | PE         | PP         | F      | C      | Dif    | Puntos |
| ---- | ----------------------------- | ---------- | ---------- | ---------- | ---------- | ------ | ------ | ------ | ------ |
| 1    | Parramatta Eels               | 26         | 20         | 2          | 4          | 839    | 406    | +433   | 42     |
| 2    | Canterbury-Bankstown Bulldogs | 26         | 17         | 3          | 6          | 617    | 568    | +49    | 37     |
| 3    | Newcastle Knights             | 26         | 16         | 1          | 9          | 782    | 639    | +143   | 33     |
| 4    | Cronulla-Sutherland Sharks    | 26         | 15         | 2          | 9          | 594    | 513    | +81    | 32     |
| 5    | Brisbane Broncos              | 26         | 14         | 1          | 11         | 696    | 511    | +185   | 29     |
| 6    | Sydney Roosters               | 26         | 13         | 1          | 12         | 647    | 589    | +58    | 27     |
| 7    | St. George Illawarra Dragons  | 26         | 12         | 2          | 12         | 661    | 573    | +88    | 26     |
| 8    | New Zealand Warriors          | 26         | 12         | 2          | 12         | 638    | 629    | +9     | 26     |
| 9    | Melbourne Storm               | 26         | 11         | 1          | 14         | 704    | 725    | -21    | 23     |
| 10   | Northern Eagles               | 26         | 11         | 1          | 14         | 603    | 750    | -149   | 23     |
| 11   | Canberra Raiders              | 26         | 9          | 1          | 16         | 600    | 623    | -23    | 19     |
| 12   | Wests Tigers                  | 26         | 9          | 1          | 16         | 474    | 746    | -272   | 19     |
| 13   | North Queensland Cowboys      | 26         | 6          | 2          | 18         | 514    | 771    | -257   | 14     |
| 14   | Penrith Panthers              | 26         | 7          | 0          | 19         | 521    | 847    | -326   | 14     |

|  | Postemporada. |

### Postemporada

#### Finales de clasificación
| 7 de septiembre | Cronulla-Sutherland Sharks | 22 - 6 | Brisbane Broncos |  |  |

| 8 de septiembre | Newcastle Knights | 40 - 6 | Sydney Roosters |  |  |

| 8 de septiembre | Canterbury-Bankstown Bulldogs | 22 - 23 | St. George Illawarra Dragons |  |  |

| 9 de septiembre | Parramatta Eels | 56 - 12 | New Zealand Warriors |  |  |

#### Semifinal
| 15 de septiembre | Brisbane Broncos | 44 - 28 | St. George Illawarra Dragons |  |  |

| 22 de septiembre | Canterbury-Bankstown Bulldogs | 10 - 52 | Cronulla-Sutherland Sharks |  |  |

#### Finales premilinares
| 22 de septiembre | Newcastle Knights | 18 - 10 | Cronulla-Sutherland Sharks |  |  |

| 23 de septiembre | Parramatta Eels | 24 - 16 | Brisbane Broncos |  |  |

#### Final
| 30 de septiembre | Parramatta Eels | 24 - 30 | Newcastle Knights | ANZ Stadium, Sídney             |  |
|                  |                 |         |                   | Asistencia: 90.414 espectadores |  |

| Bandera de Australia      |
| Campeón Newcastle Knights |
| Segundo título            |